# Liste der Monuments historiques in Pleugriffet
Die Liste der Monuments historiques in Pleugriffet führt die Monuments historiques in der französischen Gemeinde Pleugriffet auf.

## Liste der Bauwerke
| Bezeichnung       | Beschreibung | Standort | Kennzeichnung | Schutzstatus | Datum | Bild           |
| ----------------- | ------------ | -------- | ------------- | ------------ | ----- | -------------- |
| Kreuz von Landoma |              | (Lage)   | PA00091479    | Inscrit      | 1934  | weitere Bilder |

## Liste der Objekte
- Monuments historiques (Objekte) in Pleugriffet in der Base Palissy des französischen Kultusministeriums